# Hydraulische cilinder

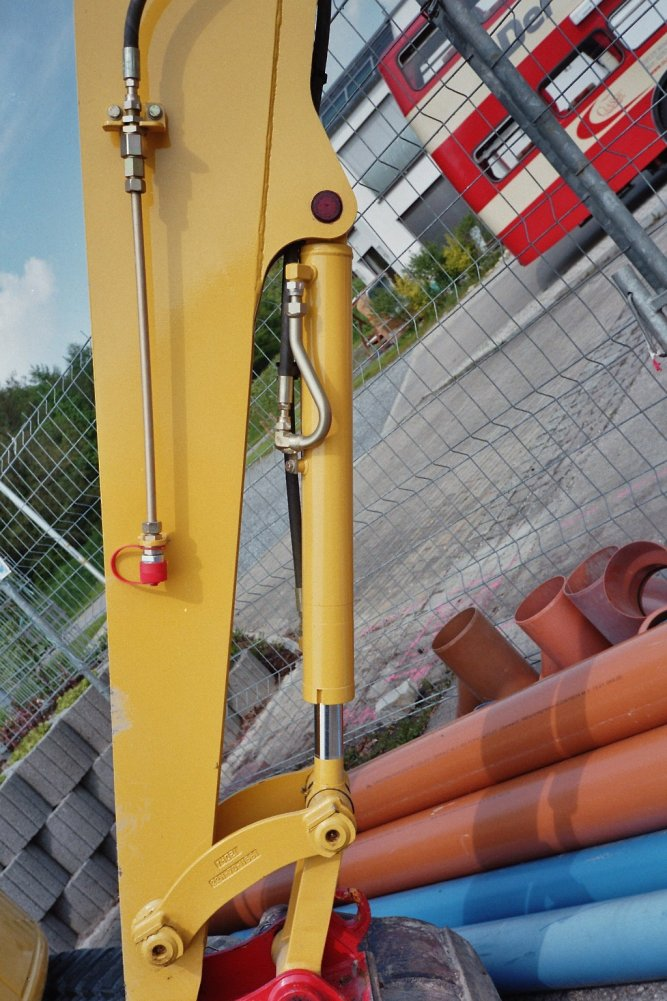
Een hydraulische cilinder.

Een hydraulische cilinder (ook wel cilinder genoemd) is een aandrijfelement dat in een werktuig gebruikt wordt om lineaire kracht uit te oefenen door middel van een hydraulische vloeistof.

## Werking
Een hydraulische cilinder bestaat uit een huis en in het huis past een zuiger met een zuigerstang. Het huis wordt aan de onderzijde afgesloten door de cilinderbodem met eventueel een bevestiging, aan de andere zijde komt de zuigerstang uit het huis en deze wordt in de deksel, die op het huis zit, afgedicht. In de regel zit aan deze stang de tweede bevestiging van de cilinder. Meestal bevindt zich ook een afdichting rond de zuiger (dus in het huis). 
De werking van een hydraulische cilinder berust op de wet van Pascal. Door hydraulische vloeistof (olie) onder relatief lage druk aan één zijde de cilinder in te pompen, gaat de zuigerstang lineair bewegen en kan op deze wijze een grote kracht overbrengen, tevens zal vloeistof afgevoerd worden van het compartiment aan de andere zijde van de zuiger. De cilinder kan op deze wijze drukken (oliedruk onder de zuiger) en trekken (oliedruk aan de stangzijde van de zuiger).
De drukkracht is zuigeroppervlak x druk (bij een plunjercilinder: zuigerstangoppervlak x druk)
De trekkracht is (zuigeroppervlak - zuigerstangoppervlak) x druk.
Hoe groter de diameter van de zuiger, hoe groter de kracht bij dezelfde druk, maar hoe langzamer de beweging.

## Onderdelen van een hydraulische cilinder
Een hydraulische cilinder bestaat uit de volgende onderdelen:
- Cilindermantel
- Cilinderbodem
- Cilinderkop
- Zuiger
- Zuigerstang
- Bodembevestiging
- Stangeindbevestiging

De cilindermantel en de cilinderbodem zijn vaak aan elkaar gelast. Bij duurdere cilinders zijn deze losmaakbaar aan elkaar gezet door een schroefverbinding of door bouten.
Zo zijn ook de zuigerstang en de zuiger meestal door een schroefdraadverbinding met elkaar verbonden.
De bodembevestiging van de cilinder vormt meestal een geheel met de cilinderbodem. De bevestiging heeft meestal de vorm van een oog (eventueel met bollager) of gaffel. Soms is er geen bodembevestiging maar wordt de cilinder aan de mantel met voeten vastgemaakt. (Dit kan echter buigspanningen in de cilinder opleveren.)
De stangeindbevestiging aan de zuigerstang is ook meestal een oog, bij voorkeur met een bollager. Dit oog wordt meestal op de zuigerstang geschroefd.
De cilinderkop wordt meestal op of in de cilindermantel geschroefd. Bij grotere cilinders wordt ook vaak een boutverbinding gebruikt.
De basis voor de cilindermantel is over het algemeen een naadloos gewalste pijp, die aan de binnenzijde op maat gedraaid of geboord is. Als laatste bewerking is het binnenoppervlak gehoond of geslepen om een goede afdichting van de zuiger te waarborgen. Het zal duidelijk zijn dat als bodem en mantel aan elkaar gelast worden, men niet 100% zeker is van de kwaliteit van de binnenkant. Een (de)monteerbare bodem is daarom uit kwaliteitsoogpunt te prefereren.
De zuiger is voorzien van een geleidering om de zuiger in de cilindermantel te geleiden en een of twee sets afdichtingen, afhankelijk of het een enkelwerkende of dubbelwerkende cilinder is. Deze afdichtingssets kunnen standaard zijn, of speciaal samengesteld voor deze cilinder.
|                        |  |                         |
| Enkelwerkende cilinder |  | Dubbelwerkende cilinder |

In de cilinderkop bevindt zich ook een afdichtingsset en een geleidering.
Wanneer men spreekt van een enkelwerkende cilinder bedoelt men meestal een cilinder die enkel drukt. Cilinders die enkel trekken worden soms ook gebruikt, maar vragen om speciale voorzieningen om de bodemzijde van de cilinder gevuld te houden met vloeistof.
Als men een drukkende cilinder gebruikt, dan zal men in het algemeen geen vloeistofaansluiting aan de stangzijde hebben. Als er al een zuiger is (voor bijvoorbeeld geleiding), dan zal deze geen afdichtingen hebben, maar juist extra doorgangen. Het drukoppervlak van de cilinder is dan gelijk aan het zuigerstangoppervlak en men spreekt dan van een plunjercilinder. Ook kan men zich indenken dat men een volume heeft met een cilinderkop, waardoor een zuigerstang steekt. Dit "volume" hoeft dan helemaal niet bewerkt te zijn. Ook hier spreekt men van een plunjercilinder.

## Zuigerstangbescherming
De zuigerstang van een cilinder bevindt zich beurtelings in de cilinder en steekt dan weer uit. Het oppervlak van de stang moet glad en hard zijn voor de geleidingen en afdichtingen, maar moet ook corrosiebestendig zijn. Op de meeste cilinders wordt daarom een chroomlaag aangebracht. De chroomlaag is wel hard, maar aangezien een chroomlaag poreus is, geeft dit geen goede bescherming tegen corrosie. Een dikkere chroomlaag verbetert de corrosiewerende eigenschappen, maar het is beter om eerst een (dichte, maar zachte) nikkellaag aan te brengen en hierop een chroomlaag. Voor maritieme toepassingen wordt vaak gekozen voor 60 micrometer nikkel en 40 micrometer chroom. Indien de cilinders zwaar worden blootgesteld aan corrosie, kan men denken aan een roestvast staal als basismateriaal (rvs 316 is echter niet sterk), ook kan men de laagdiktes vergroten tot bijvoorbeeld 150 + 100 micrometer.
Het opbrengen van deze lagen is echter sterk milieuvervuilend en daarom wordt er vooral het laatste decennium veel aandacht besteed aan alternatieve zuigerstangbeschermingen, zoals keramische CEC2.2 of de taaiere semikeramische Lunac 2+-lagen. Ook lagen die gevormd worden door het opspuiten van corrosievaste materialen worden meer en meer gebruikt. De juiste keuze van een zuigerstangbescherming van een hydraulische cilinder bijvoorbeeld in een agressieve omgeving is zeer belangrijk.

## Uitvoeringen van hydraulische cilinders
Doordat de bevestigingen van de hydraulische cilinder een zekere lengte hebben, evenals de dikte van de bodem, de deksel en de zuiger, is de inbouwlengte van de hydraulische cilinder aanzienlijk groter dan de slaglengte. Als deze inbouwlengte voor de toepassing te groot is, dan gebruikt men wel zogenaamde telescoopcilinders. Bij een telescoopcilinder wordt de zuigerstang weer als huis gebruikt, waarin weer een zuigerstang beweegt etc. Men heeft tweetraps-, drietrapscilinders et cetera. Meestal zijn de telescoopcilinders enkelwerkende plunjercilinders. Dubbelwerkend is mogelijk, maar dan wordt het een ingewikkeld geheel.
Hydraulische cilinders voor bijvoorbeeld vuilniswagens zijn van een eenvoudig ontwerp. Dit zijn standaardcilinders. Bij hydraulische cilinders die in de baggerwereld of offshore worden gebruikt, worden zware eisen gesteld aan de levensduur, maar ook aan de servicemogelijkheden. Deze laatste worden speciaalcilinders genoemd, omdat ze meestal voor de toepassing ontworpen worden.

## Bijzondere hydraulische cilinders

### Telescoopcilinder

Telescoopcilinder (dubbelwerkend)

Terwijl een normale cilinder een huis en een stang heeft, is deze stang bij een telescoopcilinder zelf weer als huis uitgevoerd. Het is mogelijk om nog veel meer trappen te maken. Het voordeel van een telescoopcilinder is dat de inbouwlengte geringer is dan deze van een gewone cilinder, doch meestal veel groter dan men zou verwachten. Een telescoopcilinder is ook duurder dan een normale cilinder van dezelfde kracht en slaglengte.

### Plunjercilinder
Cilinder waar de zuiger geen afdichtingen, maar juist openingen heeft, of waar de zuiger is weggelaten. Een plunjercilinder heeft in de regel een relatief dikke stang, want dit is het oppervlak waarmee hij kan drukken. Een plunjercilinder is altijd enkelwerkend, drukkend.

### Differentiaalcilinder

Differentiaalcilinder

Een gewone hydraulische cilinder kan ook differentiaal geschakeld worden. Dit schakelen betekent voor de cilinder dat als hij trekkend belast wordt, het gehele ringoppervlak tussen zuiger en zuigerstang wordt gebruikt, maar als hij drukkend belast wordt, de beide compartimenten met elkaar verbonden worden, zodat als drukkend oppervlak enkel het zuigerstangoppervlak gebruikt wordt. Dit betekent dat de cilinder met dezelfde oliestroom veel sneller uitloopt, maar minder kracht kan leveren.

### Vijzel
Losse enkelwerkende cilinder om lasten te heffen. Bodem en huis zijn meestal zodanig ontworpen dat de vijzel hierop kan worden neergezet. De zuigerstang heeft vaak een bolvormig uiteinde. De vijzel wordt verbonden met een eenvoudig hydraulisch systeem, vaak met slangen. Vijzels hebben een relatief korte slag en kunnen vaak drukken tot 350-500 bar hebben. Vijzels zijn meestal uitgevoerd als plunjercilinder. In onbelaste toestand wordt de plunjer meestal teruggebracht in de ingeschoven positie door de zwaartekracht of door een in- of externe veer.